# Escola de Bibliotecàries
L'Escola Superior de Bibliotecàries va ser una institució d'ensenyament superior, creada el 1915 per a la formació del personal bibliotecari. Actualment, la seva tasca continua en la Facultat d'Informació i Mitjans Audiovisuals de la Universitat de Barcelona.

## Història

### 1915 – 1924: de la fundació a la primera crisi

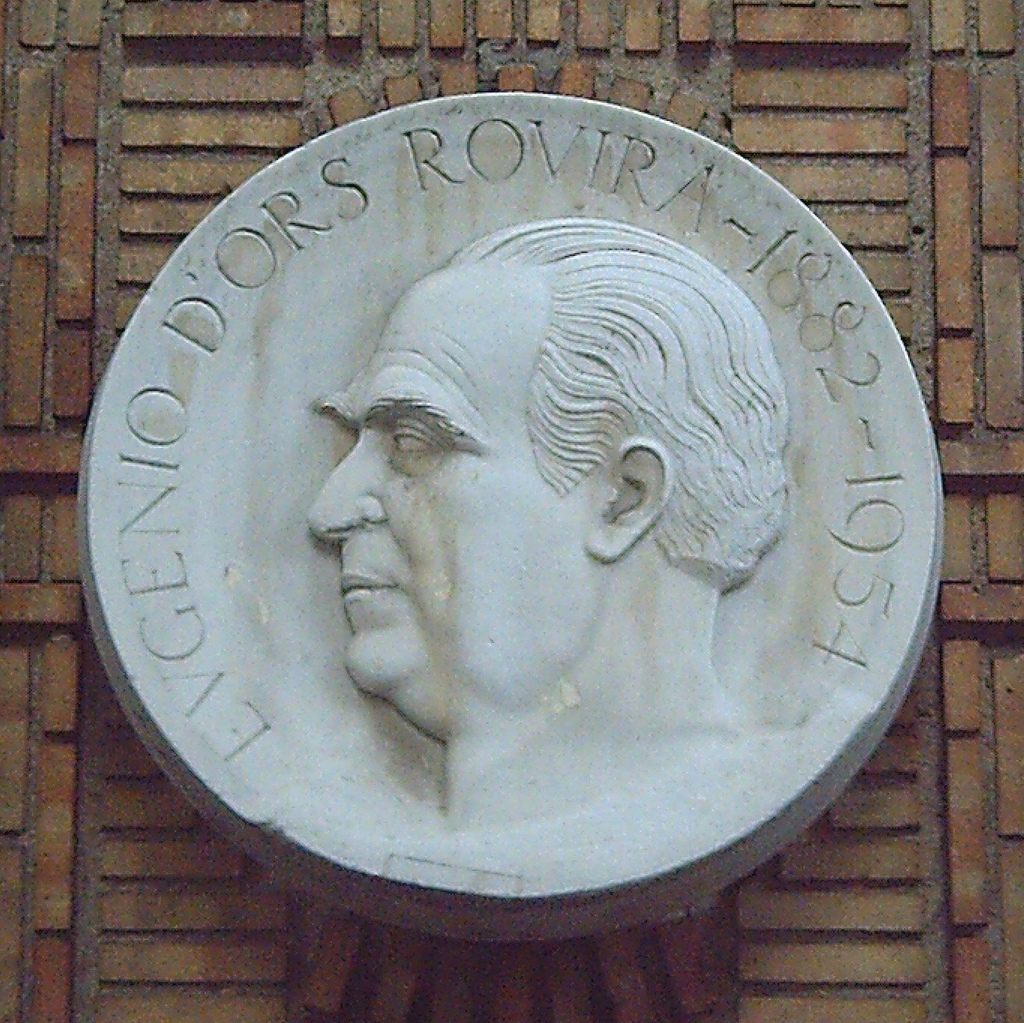
Eugeni d'Ors, fundador i primer director de l'Escola (monument a Madrid, de Frederic Marès).

Es va crear a Barcelona el 1915 per tal de formar al personal femení que havia de treballar a les biblioteques de la xarxa de biblioteques populars que s'estava formant. Les classes començaren el 3 de novembre de 1915 a l'edifici del Rellotge del recinte de la Universitat industrial, amb només vuit noies matriculades.
La xarxa, que va començar a funcionar el 1918, una vegada graduada la primera promoció de bibliotecàries, i l'Escola de Bibliotecàries formaven part de l'obra de cultura i del projecte educatiu de la Mancomunitat de Catalunya presidida per Enric Prat de la Riba.
El projecte inicial va ser obra d'Eugeni d'Ors, que va ser-ne director i professor fins al 1920. Els plans d'estudis van configurar una carrera de tres anys. Els professors van haver d'anar als Estats Units a formar-se. Tot plegat, fou la segona escola de biblioteconomia creada a Europa i la primera i única a Espanya durant cinquanta anys i que ha tingut continuïtat fins a l'actualitat.
Assumpció Estivill Rius explica la justificació de la restricció d'inscripció a les dones:
| « | L'Escola formava part del projecte de creació d'una xarxa de biblioteques populars que havia d'estendre's per tot Catalunya, i que responia a una aspiració reclamada durant anys. Eugeni d'Ors, que va formalitzar l'organització d'aquests serveis bibliotecaris, va preveure la creació d'una escola especial que formés el personal que havia de fer-se càrrec de les biblioteques i en va dissenyar el perfil professional: - El personal havia de ser femení, per una qüestió de costos i per assegurar, segons deia Ors, que fos de primera categoria i ben triat. També argumentava que a la tasca educativa i de missió que havien de tenir les biblioteques esqueia més la idiosincràsia femenina. Així mateix, era una qüestió d'estètica, ja que el personal femení refermaria "el caràcter atractívol, amable, de netedat i coqueteria que volem donar a les nostres instal·lacions". - Havia de tenir una preparació especial que no fos únicament tècnica, sinó també "d'humanitats en general, de cultura superior, d'espiritualitat elevada [...]". - Havia de continuar mantenint contacte amb les fonts educatives mitjançant cursets, reunions, etc. La concepció de tot el projecte era moderna i modèlica per al seu temps, sobretot en aquest apartat de la formació del personal, en el qual fins i tot es preveia la formació continuada. I si bé els arguments a favor d'una escola femenina avui no serien políticament correctes, el projecte donava una sortida laboral i, consegüentment, una certa independència a les noies de classe mitjana, sobretot de famílies intel·lectuals, que serien les alumnes del centre. | » |

L'Escola comptà amb un gran nombre de professors il·lustres que contribuïren a donar-li prestigi entre les institucions docents i culturals del país: Eugeni d'Ors (professor entre 1915 i 1920), Jordi Rubió i Balaguer (professor des de 1915 i director entre 1930 i 1939), Carles Riba, Jaume Massó i Torrents, Lluís Nicolau d'Olwer, Manuel de Montoliu, Pompeu Fabra, Lluís Segalà, Rafael Campalans, Ramon d'Alòs-Moner, Ferran Valls i Taberner i Marçal Olivar Daydí, entre d'altres, van formar-ne part del cos docent.
La primera seu va ser a l'Edifici del Rellotge de l'Escola Industrial de Barcelona.

### 1924 – 1930: dissolució i continuïtat
El 1924, en ser suprimida la Mancomunitat, l'Escola va ser dissolta per ordre de Miguel Primo de Rivera, integrant l'any següent els seus estudis com a específics dintre de l'Escola Superior per a la Dona. La majoria del professorat va ser destituït, continuant Segalà, que va ser-ne director, i Rubió i Balaguer. Eduard Toda també hi va continuar vinculat.
Va tenir seu a la planta baixa del Palau de la Generalitat, llavors seu de la Diputació de Barcelona i de la Biblioteca de Catalunya, i després a la Casa dels Canonges, seu de l'Escola Superior de la Dona. En la darrera etapa d'aquest període és nomenat director Alexandre Galí i Coll; concretament, des de l'abril de 1930 fins al final de l'estiu d'aquell mateix any, tot just per acabar el curs acadèmic amb normalitat i gestionar la dissolució de l'Escola Superior per a la Dona el juny de 1930.

### 1930 – 1939
L'Escola de Bibliotecàries va ser restablerta el 1930 per la Diputació de Barcelona. El centre va reprendre la línia de la seva primera etapa i va viure una edat daurada, amb un projecte docent pioner i avançat, intercanvis amb l'estranger, un cos docent de gran nivell, un prestigi creixent i l'assoliment de la seva missió, en col·locar les seves titulades com a bibliotecàries de les noves biblioteques.
La majoria dels professors de l'etapa de 1915-1924 hi tornaren. A més, també van ser-ho Joan Petit, Joaquim Xirau i Palau, Pere Bohigas, Feliu Elias, Marçal Olivar i Daydí o Joaquim Folch i Torres, i bibliotecàries com Justa Balló, Consol Pastor i Encarnació Ribas.
El 1937, l'Escola va instal·lar-se als locals de la planta baixa de l'Hospital de la Santa Creu, on s'havia d'instal·lar també la Biblioteca de Catalunya.

#### Agrupació Escola Bibliotecàries
Per iniciativa de Rafael Campalans es creà l'Agrupació Escola Bibliotecàries: una associació professional que agrupava les bibliotecàries i les alumnes que sortien de l'Escola. El 1936 l'associació es va separar de les bibliotecàries en exercici, amb el nom d'Agrupació Professional de Bibliotecàries de Catalunya (adherida a la Federació Internacional d'Associacions de Bibliotecaris). Aquestes dues agrupacions van publicar conjuntament el butlletí anomenat AEB.

### 1939 – 1982: la desfeta i la recuperació
El 1939, en acabar la guerra civil espanyola i suprimir-se la Generalitat, es va fer càrrec de l'Escola la Diputació de Barcelona, que la mantingué com a escola per a la formació del personal de la seva Xarxa de Biblioteques Populars i, en general, del personal bibliotecari de les biblioteques catalanes.
Molts professors van exiliar-se o van ser represaliats, els plans d'estudi van ser canviats radicalment i l'esperit innovador de l'Escola va ser reprimit. Tot plegat, va ser una etapa grisa on el nivell general dels ensenyaments va baixar. El 1973, en fer-se càrrec de la direcció Rosalia Guilleumas i Brosa, comença una etapa de renovació.
El 1974 canvià el nom pel d'Escola de Bibliologia i s'obrí també al personal masculí. S'actualitza el pla d'estudis, adaptant-lo a la realitat professional i comença un llarg procés que havia de conduir al reconeixement oficial dels estudis i a la seva adscripció a la Universitat. Culminaria en el decret de 1978 que creava aquests estudis oficials i el 1981, quan es publiquen les directrius de creació dels ensenyaments de biblioteconomia a tot l'Estat. Finalment, el 1982 l'Escola esdevé un centre adscrit a la Universitat de Barcelona amb el rang d'escola universitària.
Del professorat anterior, només van continuar Bohigas i Montoliu. A partir dels anys seixanta, van incorporar-se moltes professionals: bibliotecàries en actiu o que havien exercit fins llavors, que van dedicar-se a la docència. Així, Carlota Pomès, Antonieta Cot, Maria Serrallach, Teresa Boada, etc. Aquesta línia continuà després amb Teresa Rovira, Núria Amat, Carme Mayol Fernández, Nora Vela, Assumpció Estivill Rius, etc. També hi foren professors Amadeu J. Soberanas, Jordi Rubió i Lois, Miquel Coll i Alentorn o Joaquim Molas.
En aquest període, entre 1944 i 1976, l'Escola publicà una revista científica: Biblioteconomía, destinada a difondre la recerca i l'activitat dels professionals que hi treballaven i estudiaven, a més de publicar textos d'exalumnes que ja treballaven en altres llocs.

## Directors de l'Escola
- Joan Palau i Vera (1915 – 1919)[7]
- Eugeni d'Ors i Rovira (1919 – 1920)[7]
- Lluís Segalà i Estalella (1921 – 1930)[11]
- Alexandre Galí i Coll (1930)[13]
- Jordi Rubió i Balaguer (1930 – 1939)[16]
- Josep María Núñez Jover (1939, director interí)[2]
- Ferran Valls i Taberner (1939 – 1942)[17]
- Felip Mateu i Llopis (1943 – 1971)[18]
- Josep Donadeu i Cadafalch (1971 – 1973)[18]
- Rosalia Guilleumas i Brosa (1973 – 1982)[18]

## Facultat d'Informació i Mitjans Audiovisuals
Per a la història posterior a 1982 i fins a l'actualitat, vegeu: Facultat d'Informació i Mitjans Audiovisuals (UB).